# Foreste dell'Arco orientale
Le foreste dell'Arco orientale sono un'ecoregione che si sviluppa lungo le varie catene che costituiscono i monti dell'Arco orientale, nella parte orientale dell'Africa. L'ecoregione comprende varie aree forestate al di sopra dei 1.000 m nelle montagne del Kenya e principalmente della Tanzania (codice ecoregione: AT0109). La regione è inclusa nella lista Global 200 con il nome di Foreste montane dell'Arco orientale.

## Territorio
Le foreste dell'Arco orientale si estendono per circa 24.000 km² di territorio montagnoso dai monti Taita sul confine tra i due paesi, attraverso la Tanzania orientale fino ai monti Udzungwa e il monte Rungwe. L'ecoregione comprende i monti Taita, i monti Pare settentrionali e meridionali, i monti Usambara orientali e occidentali, i monti Nguru settentrionali e meridionali, l'Ukaguru, i monti Uluguru, i monti Rubeho, e gli Udzungwa, così come il Mahenge a sud degli Udzungwa, i monti Malundwe a Mikumi, e i monti Uvidundva, a nord degli Udzungwa.

## Flora

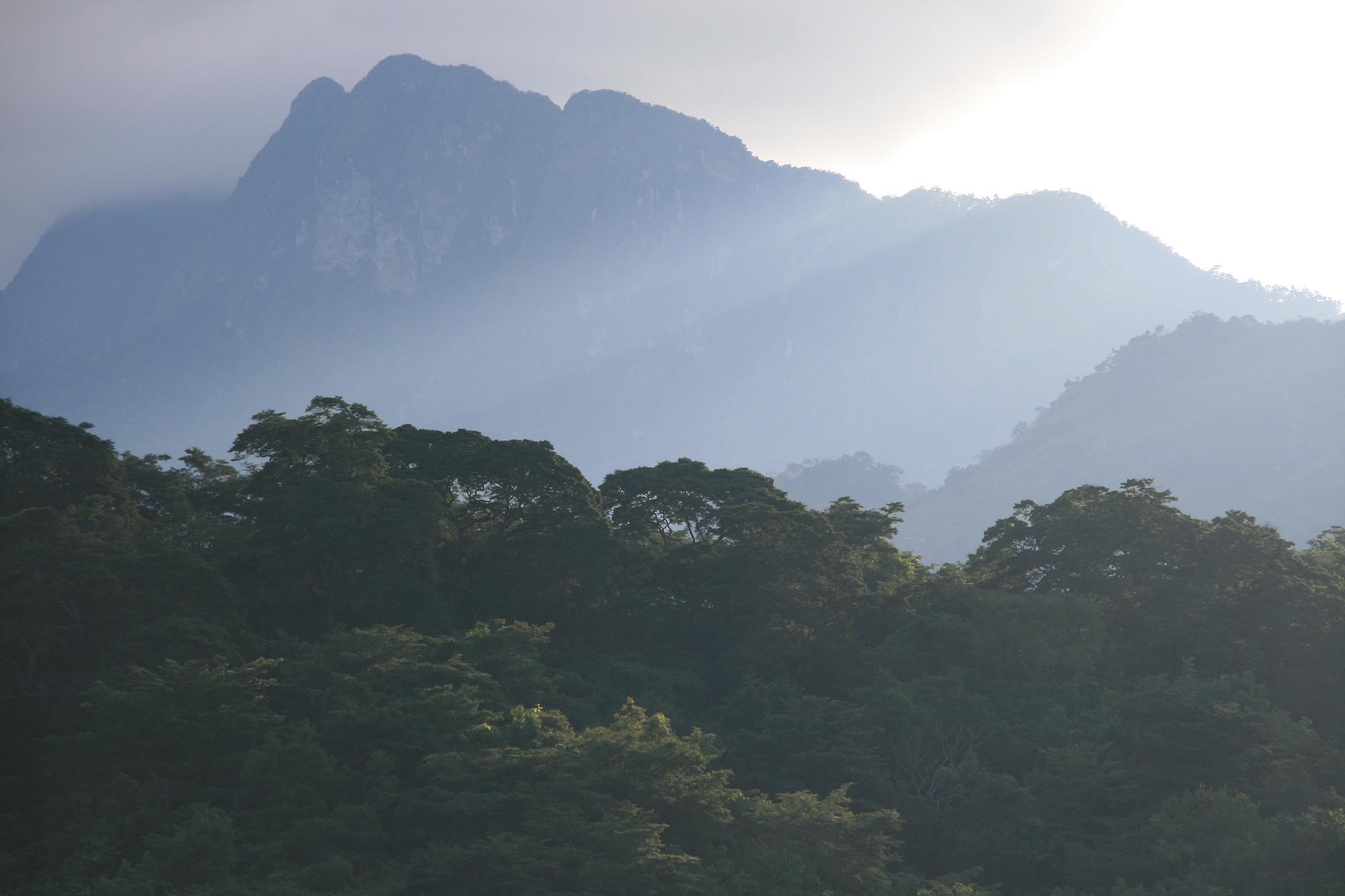
Vegetazione tipica dei monti Udzungwa

Queste montagne ospitano numerosissime specie endemiche, oltre 800 specie, e sono il centro di origine della violetta africana (Streptocarpus) e dell'Impatiens.

## Fauna
L'ecoregione è ricca di vita selvatica, ospita molte specie endemiche di uccelli e qualche mammifero; mentre gli anfibi endemici presentano cinque specie di Hyperolius, due specie di rane arboricole (Leptopelis), cinque rospi arboricoli (Nectophrynoides), quattro specie di Microhylidae, e cinque di Caeciliidae. I rettili endemici comprendono dieci specie di camaleonti (sette Chamaeleo e tre Rhampholeon), tre serpenti arboricoli (Typhlops), e sei Colubridae. Anche gli invertebrati presentano numerosi casi di endemismi. L'approfondimento dello studio della vita selvatica di questi gruppi montuosi isolati è particolarmente importante per avanzare nella ricerca sulla strategia dei percorsi evolutivi.

## Conservazione
Queste colline umide sono densamente popolate da comunità contadine e una gran parte della foresta si è persa, specialmente nelle parti più basse. L'area protetta di maggiore estensione è il parco nazionale dei monti Udzungwa e inoltre sono state create numerose aree di protezione intorno ai bacini di raccolta dell'acqua, dato che questa regione è cruciale per l'approvvigionamento idrico della Tanzania.